# Transferència (psicoanàlisi)
La transferència és un concepte complex de la psicoanàlisi que es refereix a aspectes relacionats:
1. La funció psíquica amb què un subjecte transfereix inconscientment i reviu, en els vincles nous, els antics sentiments, afectes, expectatives o desigs infantils reprimits, cap a una altra persona.
2. L'eina fonamental amb què compta l'analista (S. Freud, 1915), necessària per a conduir el tractament.
3. La neurosi de transferència, descrita per Freud com a moment primordial del tractament, en què tots els elements de la neurosi són activats en presència de l'analista.

Es tracta d'afectes que orientats originàriament als pares, germans o altres persones significatives en la infantesa i que en la vida adulta mantenen la presència i l'efectivitat psíquica, de manera que es poden transferir a escenaris actuals. Freud assenyala que aquest fenomen succeeix de manera espontània en les relacions humanes, però cobren una rellevància especial en la relació analítica, i n'esdevenen l'instrument principal per al canvi psíquic del pacient. Freud explicà que només amb l'experiència transferencial, en l'actualitat del tractament, es poden véncer les resistències psíquiques del pacient, per fer que allò reprimit o inconscient siga acceptat pel pacient, i produïsca un canvi permanent en aquest punt i la trama. En la tècnica psicoanalítica la relació entre el metge i pacient, per les particularitats de l'enquadrament analític, la transferència i l'anàlisi de la manera específica en què es presenta, ocupa un lloc central per a la cura. J. Laplanche i J. B. Pontalis ho defineixen així:
 
(...) el procés en virtut del qual els desigs inconscients s'actualitzen sobre certs objectes, dins d'un determinat tipus de relació establerta amb aquests i, de manera especial, dins de la relació analítica. Es tracta d'una repetició de prototips infantils, viscuda amb un marcat sentiment d'actualitat. Quasi sempre, el que els psicoanalistes denominen transferència, sense altre qualificatiu, és la transferència en la cura. La transferència es reconeix clàssicament com el terreny on es desenvolupa la problemàtica d'una cura psicoanalítica, i es caracteritza per la instauración, modalitats, interpretació i resolució de la transferència.
Jean Laplanche i Jean-Bertrand Pontalis. Diccionari de psicoanàlisi.

## Fonaments
Al començament de l'obra freudiana, la transferència n'era de "càrregues" (Q) entre representacions. El terme transfert de Huckel el prengué Freud per a la "transferència de càrregues d'una part del cos a una altra". A partir d'ací, proposà la conversió, com la manera típica de la histèria per a la reversió de les càrregues cap a representacions corporals. Aquesta època era prepsicoanalítica, quan Freud emprava, primer la hipnosi que més tard esdevindria el mètode catàrtic de Breuer.
Foren els episodis que van ocórrer amb la pacient Anna O., a qui atenia Breuer, i els tractaments de les pacients histèriques que es registren en Estudis sobre la histèria els que generaren la hipòtesi que les transferències eren "cap a la persona del metge".
Per primera vegada, al 1905, en analitzar les causes del fracàs terapèutic del tractament psicoanalític d'Ida Bauer (Cas Dora), que Freud definí la transferència en relació estreta amb la resistència, efecte de les forces antagòniques que s'oposaven a l'avanç de la teràpia de la seua jove pacient.
L'establiment d'aquest llaç afectiu intens és automàtic, inevitable i independent de tot context de realitat. Freud creia que certs subjectes, denominats narcisistes, no establien relacions trasferencials, i que la psicoanàlisi com a tècnica seria inadequada o impossible en ells. Més tard això es modificà, en part, ja que quedà demostrat que els psicòtics poden analitzar-se. Les estructures perverses, en canvi, solen no demanar tractament, tret d'alguna fissura en l'economia del seu plaer. En Jacques Lacan, la "demanda de psicoanàlisi" implica una dimensió trasferencial: el pacient es dirigeix a algú a qui li suposa un saber, malgrat que la transferència -parlant estrictament- implica no la "suposició d'un saber" sinó d'un "subjecte a saber".
Amb la seua anàlisi personal, el metge se situa en condicions de reconéixer les seues transferències (contratransferència) de manera que no interferisca en els continguts psíquics de l'analitzat. Aquesta és, a més, una condició sine qua non perquè l'analista estiga disponible i a l'escolta de l'inconscient.
Tipus de transferència:
1. Transferència positiva: són els sentiments amistosos i afectuosos cap a l'analista. Freud assenyalà una diferència entre una transferència positiva feble, la que permet l'avanç del tractament; i una altra d'"hiperintensa" o transferència erotitzada, que en els fets, es comporta com a negativa, ja que és sinònim de resistència, quan es detenen les associacions del pacient.
2. Transferència negativa, caracteritzada per l'expressió de sentiments hostils i d'enuig. Lacan sosté que convé una transferència negativa suau per a la millor fluïdesa del tractament.

Carl Gustav Jung, davant el fet incontestable de la transferència, planteja a Freud la necessitat que l'analista estiga al seu torn analitzat, i fou el primer a introduir-ho, tal com ell mateix ho considera: «Reconeixent aquests fets, el mateix Freud acceptà la meua exigència que el metge siga analitzat».